# Exomalopsis solani
Exomalopsis solani är en biart som beskrevs av Cockerell 1896. Exomalopsis solani ingår i släktet Exomalopsis och familjen långtungebin. Inga underarter finns listade i Catalogue of Life.

## Bildgalleri

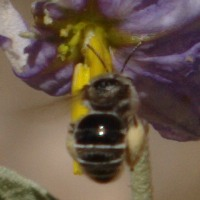